# 綾月せり
綾月 せり（あやづき せり、10月19日 - ）は、日本の女優。元宝塚歌劇団月組の男役。元月組副組長。
千葉県市川市、大妻高等学校出身。身長168cm。愛称は「まゆみ」、「ふぁーびー」、「せり」。

## 来歴
1999年、宝塚音楽学校入学。
2001年、宝塚歌劇団に87期生として入団。入団時の成績は11番。宙組公演「ベルサイユのばら2001」で初舞台。その後、月組に配属。
2016年9月5日付で月組副組長に就任。
2018年5月6日、「カンパニー／BADDY」東京公演千秋楽をもって、宝塚歌劇団を退団。
退団後は舞台を中心に活動を続けている。

## 宝塚歌劇団時代の主な舞台

### 初舞台
- 2001年4 - 5月、宙組『ベルサイユのばら2001-フェルゼンとマリー・アントワネット編-』（宝塚大劇場のみ）

### 月組時代
- 2002年1月、『ガイズ&ドールズ』新人公演：クロスビー（本役：夏輝れお）
- 2003年1月、『春ふたたび』村の男『恋天狗』梅三（バウホール）
- 2003年3月、『花の宝塚風土記』『シニョール ドン・ファン』新人公演：パオロ（本役：楠恵華）
- 2003年9月、『なみだ橋 えがお橋』（バウホール・東京特別）杢兵衛
- 2003年11月、『薔薇の封印 -ヴァンパイア・レクイエム-』新人公演：ハンス（本役：楠恵華）
- 2004年4月、『ジャワの踊り子』（全国ツアー）サレー
- 2004年6月、『飛鳥夕映え -蘇我入鹿-』新人公演：古人皇子（本役：月船さらら）『タカラヅカ絢爛II -灼熱のカリビアン・ナイト-』
- 2004年11月、『THE LAST PARTY』（バウホール・東京特別）AYAZUKI（記者）
- 2005年2月、『エリザベート -愛と死の輪舞（ロンド）-』侍従、新人公演：マックス（本役：星原美沙緒）
- 2005年7月、『Ernest in Love』（梅田芸術劇場）タバコ屋、農民、召使い
- 2005年9月、『JAZZYな妖精たち』新人公演：レプラホーン（本役：越乃リュウ）『REVUE OF DREAMS』
- 2006年1月、『あかねさす紫の花』式名『REVUE OF DREAMS』（中日劇場）
- 2006年5月、『暁のローマ』新人公演：アルビーヌス（本役：楠恵華）『レ・ビジュー・ブリアン』
- 2006年10月、『あかねさす紫の花』式名『レ・ビジュー・ブリアン』（全国ツアー）
- 2007年1月、『パリの空よりも高く』フレデリク、新人公演：シュミット・ジャカール（本役：北嶋麻実）『ファンシー・ダンス』
- 2007年5月、『ハロー!ダンシング（月組）』（バウホール）
- 2007年8月、『MAHOROBA -遥か彼方YAMATO-』『マジシャンの憂鬱』新人公演：シュトルムフェルド（本役：未沙のえる）
- 2007年12月、『A-“R”ex -如何にして大王アレクサンダーは世界の覇者たる道を邁進するに至ったか-』（ドラマシティ・東京特別）セレコウス
- 2008年9月、『グレート・ギャツビー』（日生劇場）ユーイング・クリフスプリンガー、サム
- 2009年3月、『二人の貴公子』（バウホール）医者
- 2009年5月、『エリザベート -愛と死の輪舞（ロンド）-』ラウシャー
- 2009年10月、『ラスト・プレイ -祈りのように-』アイボリー『Heat on Beat!』
- 2010年2月、『HAMLET!!』（バウホール・東京特別）ポローニアス
- 2010年4月、『THE SCARLET PIMPERNEL』ピポー軍曹
- 2010年9月、『ジプシー男爵』ディガ『Rhapsodic Moon』
- 2011年7月、『アルジェの男』ジョルジュ『Dance Romanesque（ダンス ロマネスク）』
- 2011年11月、『我が愛は山の彼方に』李将軍『Dance Romanesque（ダンス ロマネスク）』（全国ツアー）
- 2012年2月、『エドワード8世 -王冠を賭けた恋-』コスモ・ラング『Misty Station -霧の終着駅-』
- 2012年6月、『ロミオとジュリエット』モンタギュー卿[3]
- 2012年10月、『愛するには短すぎる』ロバート・ストックトン『Heat on Beat!』（全国ツアー）
- 2013年1月、『ベルサイユのばら -オスカルとアンドレ編-』ピエール
- 2013年5月、『ME AND MY GIRL』（梅田芸術劇場）ジャスパー卿
- 2013年8月、『ルパン －ARSÈNE LUPIN－』ドゥーブル・チュルク『Fantastic Energy!』
- 2013年11月、『JIN-仁-』鈴屋彦三郎『Fantastic Energy!』（全国ツアー）
- 2014年1月、『風と共に去りぬ』（梅田芸術劇場）エルシング夫人
- 2014年3月、『宝塚をどり』『明日への指針 -センチュリー号の航海日誌-』ソロモン『TAKARAZUKA 花詩集100!!』
- 2014年7月、『宝塚をどり』『明日への指針 -センチュリー号の航海日誌-』ソロモン『TAKARAZUKA 花詩集100!!』（博多座）
- 2014年9月、『PUCK』バリー『CRYSTAL TAKARAZUKA -イメージの結晶-』
- 2015年2月、『風と共に去りぬ』（中日）ジェラルド・オハラ／エルシング夫人
- 2015年4月、『1789－バスティーユの恋人たち－』ジャン・ポール・マラー[3]
- 2015年9月、『DRAGON NIGHT!!』（ドラマシティ、文京シビックホール）
- 2015年11月、『舞音-MANON-』李宗與『GOLDEN JAZZ』
- 2016年3月、龍真咲コンサート『Voice』（赤坂ACTシアター・ドラマシティ）FURBY
- 2016年6月、『NOBUNAGA〈信長〉-下天の夢-』佐久間信盛『Forever LOVE!!』
- 2016年10月、『アーサー王伝説』（ドラマシティ、文京シビックホール）レオデグランス公、式部官
- 2017年1月、『グランドホテル』『カルーセル輪舞曲（ロンド）』サンダー[3]
- 2017年5月、『長崎しぐれ坂』『カルーセル輪舞曲（ロンド）』（博多座）和泉屋庄兵衛
- 2017年7 - 10月、『All for One～ダルタニアンと太陽王～』ビゴー[3]
- 2017年11 - 12月、『鳳凰伝－カラフとトゥーランドット－』役人『CRYSTAL TAKARAZUKA－イメージの結晶－』（全国ツアー）
- 2018年2 - 5月、『カンパニー-努力（レッスン）、情熱（パッション）、そして仲間たち（カンパニー）-』 - 有明清治郎『BADDY（バッディ）-悪党（ヤツ）は月からやって来る-』 - 公爵 退団公演[3]

## 宝塚歌劇団退団後の主な活動

### 舞台
- 2025年4月、『G7』（三越劇場）[6]